# Phyllomys blainvillii
Phyllomys blainvillii és una espècie de mamífer rosegador de la família de les rates espinoses. És endèmica del nord-est del Brasil. Es tracta d'un animal nocturn de vida arborícola que probablement s'alimenta de fulles. El seu hàbitat natural són els boscos. Està amenaçada per la fragmentació d'hàbitat.
Aquest tàxon fou anomenat en honor del zoòleg i anatomista francès Henri Marie Ducrotay de Blainville.